# Architektura & Biznes
Architektura & Biznes, w skrócie A&B – miesięcznik poświęcony architekturze, wydawany w Krakowie od 1992 roku. Czasopismo prezentuje najciekawsze realizacje architektoniczne z Polski i ze świata, publikuje przekrojowe artykuły, felietony o architekturze, wywiady z najważniejszymi współczesnymi architektami. Celem miesięcznika jest również pobudzanie debaty w środowisku projektantów.

## Historia
Pierwszy numer pisma ukazał się w 1992 roku. W 2019 roku uruchomiono portal architekturaibiznes.pl.
Numery tematyczne pisma poświęcone były m.in. zagadnieniom władzy nad miastem, zielonego miasta, zawodu architekta, konkursom architektonicznym. Raz na kwartał numer redaguje pracownia architektoniczna (m.in. BudCud CENTRALA, Horizone Studio Moon Studio, WXCA). Dla A&B artykuły piszą krytycy i autorzy z Polski i ze świata m.in. Anna Popiel-Moszyńska (Francja), Aureliusz Kowalczyk (Japonia), Marcin Mateusz Kołakowski (Wielka Brytania), Barbara Stec, Anna Cymer, Bartosz Haduch, Grzegorz Piątek, Filip Springer, Jakub Głaz, Agata Twardoch, Konrad Kucza-Kuczyński, Ewa Kuryłowicz.
Materiały tekstowe są ilustrowane wielkoformatowymi ilustracjami, a projektowane przez różnych grafików okładki są doceniane przez czytelników i krytyków (nagrody w konkursie organizowanym przez Izbę Wydawców Prasy na Prasową Okładkę Roku GrandFront – wyróżnienie za nr 10/2009).
W kwietniu 2019 roku A&B uruchomiło portal architektoniczny, który działa niezależnie od magazynu drukowanego. Dostarcza aktualnych informacji na temat architektury i urbanistyki, prezentuje konkursy architektoniczne, sylwetki architektów, projekty edukacyjne. Na portalu publikowane są materiały publicystyczne, wywiady, podcasty i wideo.
A&B jest organizatorem corocznego konkursu o Nagrodę im. Macieja Nowickiego, którego celem jest promocja innowacyjnych rozwiązań w architekturze polskiej i przez to wzrost zainteresowania architektów problematyką innowacyjności architektonicznej. Magazyn patronuje najważniejszym wydarzeniom z zakresu architektury w Polsce, m.in. Międzynarodowemu Biennale Architektury w Krakowie.
W ramach „Akademii A&B” odbywają się spotkania z architektami w Gdańsku, Krakowie, Poznaniu, Rzeszowie i we Wrocławiu. A&B organizuje też wykłady, spotkania on-line, wystawy, warsztaty i konkurs na najlepszą pracę dyplomową roku. A&B jest wydawcą dwóch książek duńskiego architekta i urbanisty Jana Gehla, „Życie między budynkami” (2009) oraz „Miasta dla ludzi” (2014). Wydaje rocznik „Produkty dla architekta”.
Założycielem i wydawcą A&B w latach 1992–2018 był Romuald Loegler, od lutego 2018 roku wydawcą jest Wojciech Dworak. 
Od 2009 roku redaktorką naczelną A&B jest Małgorzata Tomczak. Wcześniej tę funkcję pełnili Ewa Smęder (do 2000) oraz Ewa Zamorska-Przyłuska. Pismo wychodzi w nakładzie 25 tysięcy egzemplarzy.